# Manuela Di Centa
Manuela Di Centa (* 31. Januar 1963 in Paluzza) ist eine ehemalige italienische Skilangläuferin.

## Sportlicher Werdegang
Di Centa nahm 1984 in Sarajevo zum ersten Mal an Olympischen Spielen teil und zum zweiten Mal 1988 in Calgary, ohne jedoch eine Medaillenchance zu haben. Bei den Spielen 1992 in Albertville gewann sie Bronze mit der italienischen 4 × 5-km-Freistilstaffel. Zuvor holte sie bei den Nordischen Junioren-Skiweltmeisterschaften 1982 in Murau Silber über 5 km.
Ihre erfolgreichsten Winterspiele waren die Olympischen Spiele im norwegischen Lillehammer 1994, als sie Olympiasiegerin über 15 km Freistil und 30 km klassisch wurde. Darüber hinaus gewann sie die Silbermedaillen im 30 km Jagdrennen und über 5 km klassisch. Mit der Staffel wiederholte sie den Erfolg von 1992 und gewann Bronze. 1994 wurde sie zu Europas Sportlerin des Jahres gewählt. 1996 erhielt sie als erste Italienerin die Holmenkollen-Medaille.
1998 startete sie ein letztes Mal bei Olympia. In Nagano gewann sie als bereits 35-Jährige noch einmal Bronze mit der Staffel.
Sie war damit die erste Italienerin, die an fünf olympischen Spielen nacheinander teilnahm.
Im Jahr 2003 bestieg sie den Mount Everest und war die erste Italienerin, die dessen Gipfel erreichte.

### Dopingverdacht
In Presseberichten wurde Di Centa 2012 mit der langjährigen Einnahme des Hormons Erythropoetin in Verbindung gebracht, welches sie seit Ende der achtziger Jahre erst auf Betreiben ihres damaligen finnischen Trainers Jarmo Punkkinen und später im Zusammenwirken mit dem italienischen Sportwissenschaftler Francesco Conconi eingenommen haben soll. So soll sie bei ihren großen Erfolgen in der ersten Hälfte der neunziger Jahre fast immer mit einem durch EPO künstlich auf über 50 Prozent gesteigerten Hämatokritwert an den Start gegangen sein (bei Frauen sind Werte zwischen 37 % und 45 % normal). Im Oktober 2012 gab sie an, den Sportwissenschaftler Sandro Donati wegen Verleumdung zu verklagen, da er sie in einem Dokumentarfilm des Dopings bezichtigt hatte. Diese Ankündigung setzte sie allerdings nie in die Tat um.

## Sportfunktionär
Seit 1996 ist Di Centa Mitglied der italienischen Athletenvereinigung, der sie 1996 sowie von 1998 bis 2002 als Präsidentin vorstand. Seit 2000 ist sie Mitglied des Nationalen Olympischen Komitee von Italien. Von 2005 bis 2006 war sie Vizepräsidentin des NOK und ist zudem für Italien Mitglied im IOC.
Im April 2014 kandidierte Di Centa für das Präsidentenamt des italienischen Wintersportverbandes Federazione Italiana Sport Invernali (FISI), unterlag aber dem bisherigen Amtsinhaber Flavio Roda.

## Politik
Manuela Di Centa war von 2006 bis 2013 Abgeordnete für Forza Italia und PdL in der italienischen Abgeordnetenkammer.

## Familie
Ihr Bruder Giorgio Di Centa ist ebenfalls ein erfolgreicher Ski-Langläufer und gewann bei den Olympischen Winterspielen 2006 in Turin zwei Goldmedaillen.

## Weltcupsiege im Einzel
| Nr. | Datum             | Ort           | Disziplin                         |
| --- | ----------------- | ------------- | --------------------------------- |
| 1.  | 18. Februar 1990  | Pontresina    | 15 km Freistil Individualstart    |
| 2.  | 7. März 1990      | Sollefteå     | 30 km Freistil Individualstart    |
| 3.  | 21. Dezember 1993 | Toblach       | 15 km klassisch Individualstart   |
| 4.  | 13. Februar 1994  | Lillehammer   | 15 km Freistil Individualstart 1  |
| 5.  | 24. Februar 1994  | Lillehammer   | 30 km klassisch Individualstart 1 |
| 6.  | 6. März 1994      | Lahti         | 30 km Freistil Individualstart    |
| 7.  | 12. März 1994     | Falun         | 10 km Freistil Individualstart    |
| 8.  | 20. März 1994     | Thunder Bay   | 10 km Freistil Individualstart    |
| 9.  | 9. Januar 1996    | Štrbské Pleso | 30 km Freistil Individualstart    |
| 10. | 2. Februar 1996   | Seefeld       | 10 km Freistil Individualstart    |
| 11  | 11. Februar 1996  | Kavgolovo     | 10 km klassisch Individualstart   |
| 12. | 24. Februar 1996  | Trondheim     | 5 km klassisch Individualstart    |
| 13. | 25. Februar 1996  | Trondheim     | 10 km Freistil Individualstart    |
| 14. | 2. März 1996      | Lahti         | 10 km Freistil Individualstart    |
| 15. | 9. März 1996      | Falun         | 15 km Freistil Individualstart    |

## Weltcup-Gesamtplatzierungen
| Saison  | Gesamt | Gesamt | Langdistanz | Langdistanz | Sprint | Sprint |
| Saison  | Punkte | Platz  | Punkte      | Platz       | Punkte | Platz  |
| ------- | ------ | ------ | ----------- | ----------- | ------ | ------ |
| 1981/82 | 27     | 22.    | -           | -           | -      | -      |
| 1983/84 | 6      | 49.    | -           | -           | -      | -      |
| 1986/87 | 3      | 49.    | -           | -           | -      | -      |
| 1987/88 | 21     | 27.    | -           | -           | -      | -      |
| 1988/89 | 91     | 4.     | -           | -           | -      | -      |
| 1989/90 | 126    | 5.     | -           | -           | -      | -      |
| 1990/91 | 106    | 5.     | -           | -           | -      | -      |
| 1991/92 | 54     | 9.     | -           | -           | -      | -      |
| 1992/93 | 511    | 5.     | -           | -           | -      | -      |
| 1993/94 | 790    | 1.     | -           | -           | -      | -      |
| 1994/95 | 163    | 20.    | -           | -           | -      | -      |
| 1995/96 | 1004   | 1.     | -           | -           | -      | -      |
| 1996/97 | 48     | 41.    | 26          | 27.         | -      | -      |
| 1997/98 | 134    | 20.    | 48          | 20.         | 86     | 21.    |

## Auszeichnungen
- Italiens Sportlerin und Weltsportlerin des Jahres (La Gazzetta dello Sport): 1994